# سید محمد محیط لاریجانی
سیدمحمد محیط لاریجانی از سیاستمداران ایرانی بود، که در دوره‌های هشتم
، نهم
، دهم
، یازدهم،
 دوازدهم و  سیزدهم بعنوان نماینده ورامین و ایوانکی در مجلس شورای ملی حضور داشت.در تمام دوره‌های انتخابات مجلس شورا در ورامین، تمامی نمایندگان ورامین و خوار تنها دو دوره به عنوان نماینده از سوی مردم انتخاب شدند و در این بین تنها سید محمد محیط لاریجانی بود که از مجلس دوره هشتم تا سیزدهم دوره رضا شاه بدون هیچ گونه اعتراض از سوی مردم به عنوان نماینده ورامین انتخاب شد.